# دين باريش
دين باريش (بالإنجليزية: Dean Parrish)‏ هو مغني أمريكي، ولد في 1942.

## وصلات خارجية
- دين باريش على موقع IMDb (الإنجليزية)
- دين باريش على موقع IMDb (الإنجليزية)
- دين باريش على موقع ميوزك برينز (الإنجليزية)
- دين باريش على موقع ديسكوغز (الإنجليزية)